# Andernach
Andernach este un oraș din districtul Mayen-Koblenz, în Renania-Palatinat, Germania. Are o populație de 29.602 locuitori. Este situat spre capătul bazinului Neuwied, pe malul stâng al Rinului, între fostul mic sat de pescari Fornich din nord și gura micului râu Nette în sud-est, la doar 21 km nord de Koblenz, cu cele cinci cartiere externe: Kell, Miesenheim, Eich, Namedy și Bad Tönisstein. 

## Gheizerul din Andernach
În Andernach se găsește cel mai înalt gheizer de apă rece din lume (60 m). Este situat pe malul Rinului, într-o zonă vulcanică. Erupe cu o periodicitate de 100 minute, timp de 8 minute.

## Galerie de imagini

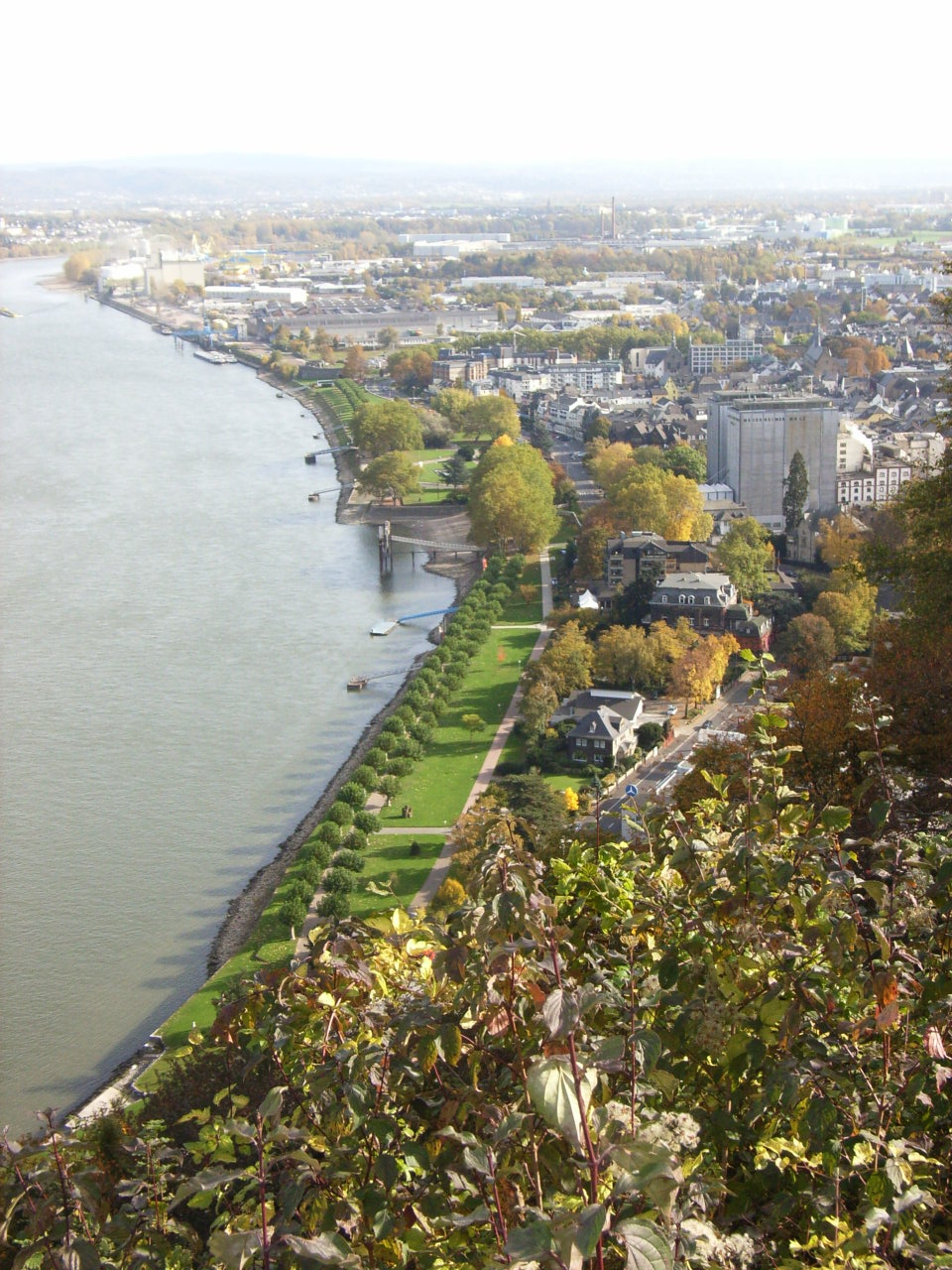
Andernach
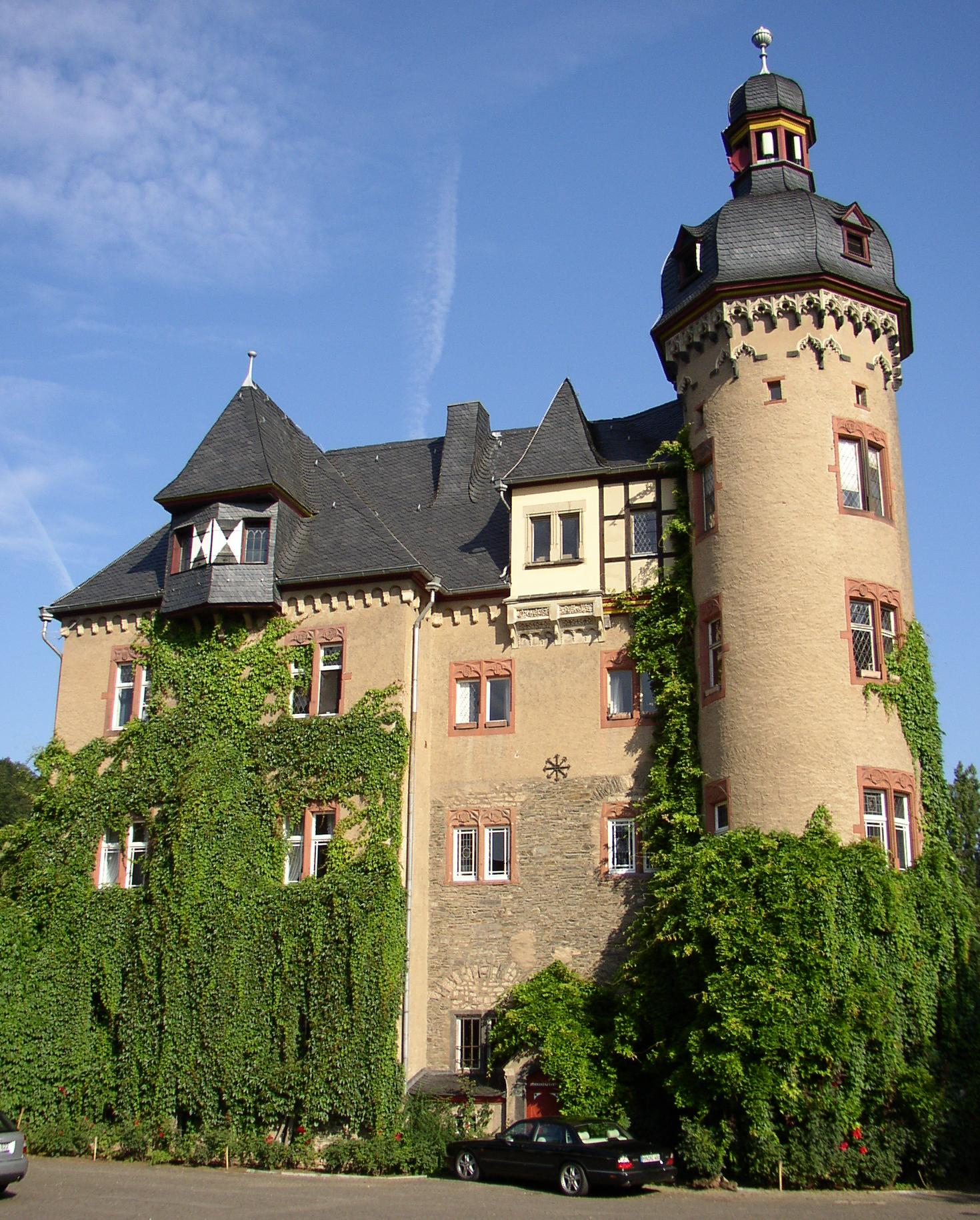
Castelul Namedy din Andernach
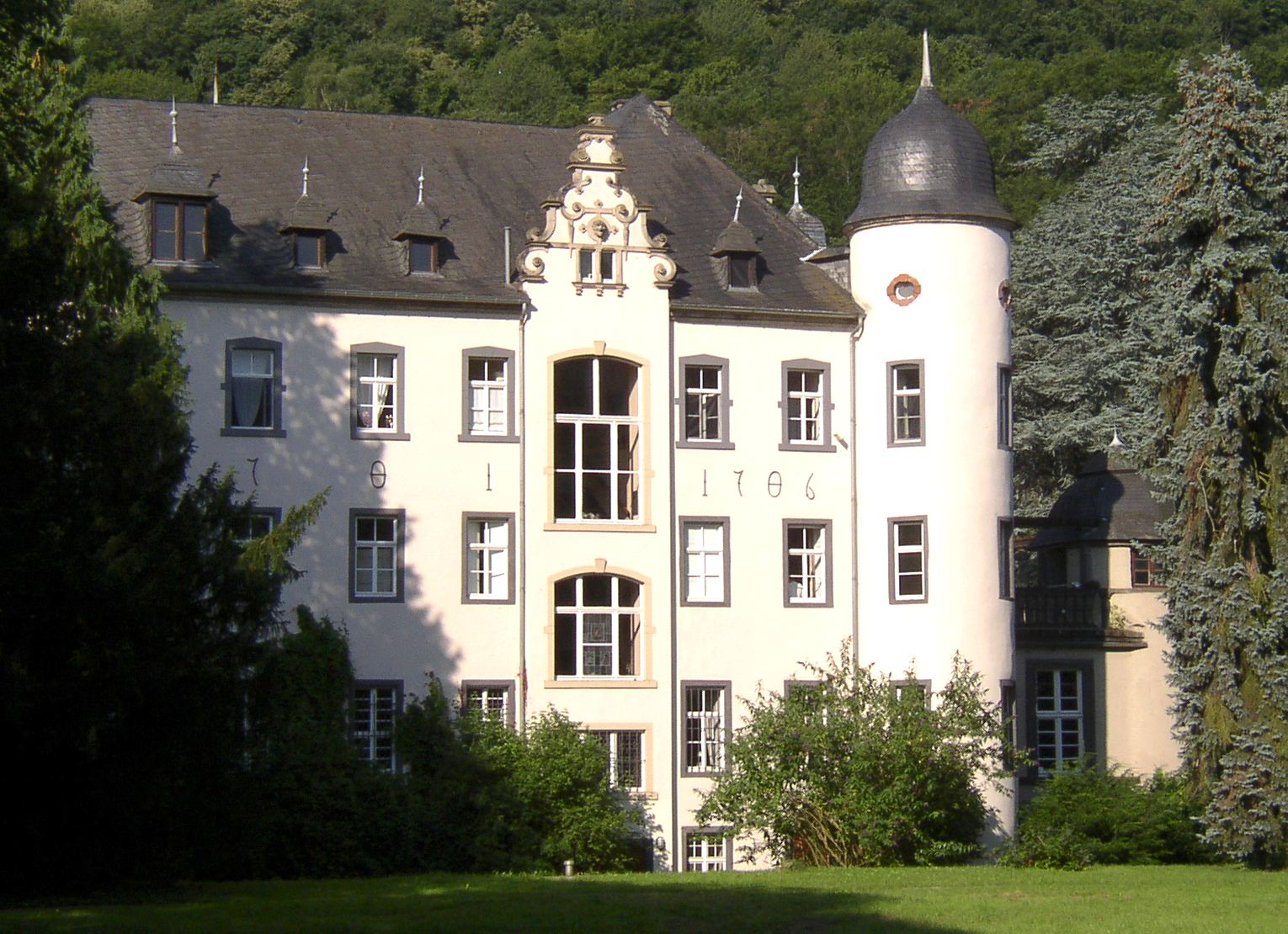
Castelul Namedy
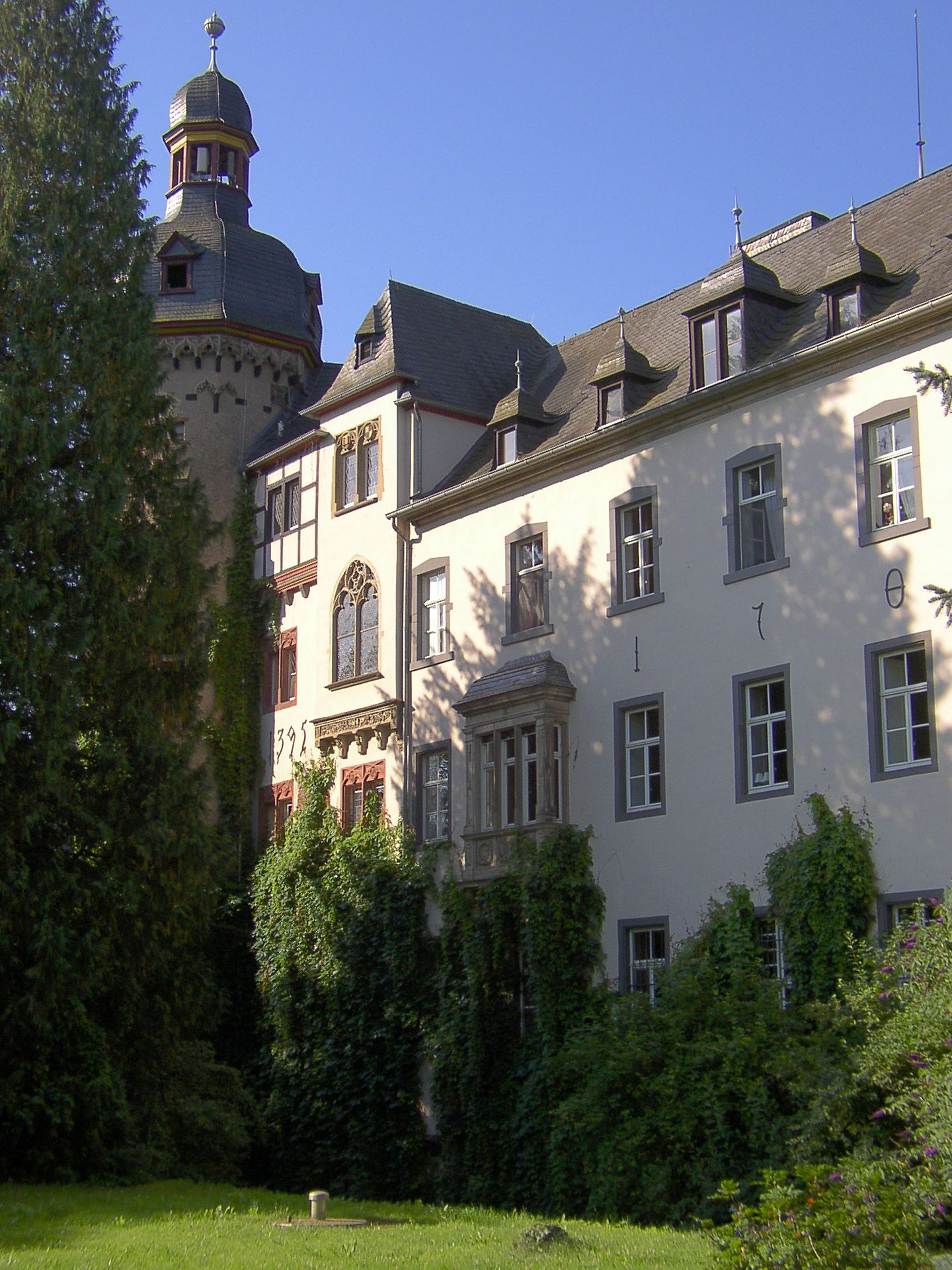
Castelul Namedy
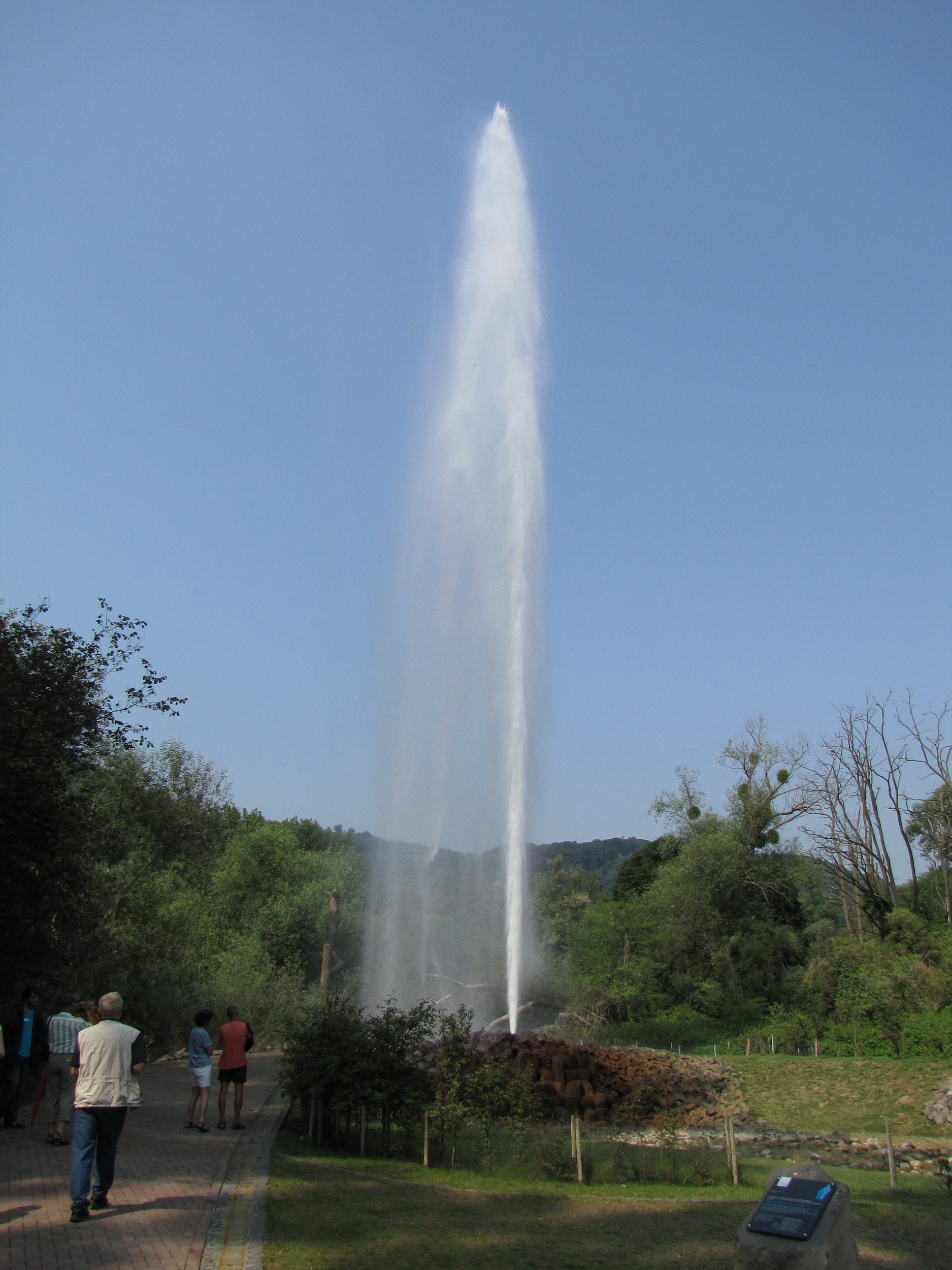
Gheizerul din Andernach